# Thần tượng âm nhạc (nhượng quyền)
Idol - Thần tượng (còn được gọi là SuperStar ở một số quốc gia) là một định dạng cuộc thi ca hát truyền hình thực tế được tạo ra bởi nhà sản xuất Simon Fuller và được phát triển bởi Fremantle. Định dạng này bắt đầu vào năm 2001 với loạt chương truyền hình của Anh mang tên Pop Idol; bản chuyển thể đầu tiên của nó là series Idol của Ba Lanvào năm 2002. Kể từ đó, nó đã trở thành thương hiệu truyền hình được xem rộng rãi nhất trên thế giới, cũng như là một trong những định dạng giải trí thành công nhất, được chuyển thể ở hơn 56 khu vực trên thế giới, với nhiều phiên bản khác nhau được phát sóng tới 150 các quốc gia có lượng khán giả trên toàn thế giới khoảng 3,2 tỷ người. Nhượng quyền thương mại đã tạo ra nhiều hơn Doanh thu 2,5 tỷ đô la.
Đã có tổng cộng 278 người đã chiến thắng Idol trên khắp thế giới.

Các quốc gia có phiên bản Idol của riêng họ (màu xanh lam). Các quốc gia là một phần của phiên bản đa quốc gia (màu xanh lục)

## Phiên bản quốc tế
Hiện đang phát sóng
     Không xác định
     Phát sóng mùa sau
     Đã ngưng phát sóng
| Quốc gua/Lãnh thổ   | Tên phiên bản                                                                         | Phát sóng                                       | Quán quân | Giám khảo |
| ------------------- | ------------------------------------------------------------------------------------- | ----------------------------------------------- | --- | --- |
| Algérie             | Algerie Idol                                                                          | Al Dar Algerie                                  | - Mùa 1 (2021): Maya Sahnoun | - Souhila Ben Lecheheb - Mok Saib - Mouh Milano |
| Liên đoàn Ả Rập8    | سوبر ستار SuperStar                                                                   | Future TV (2003–2008) Al-Dar 1 (2019–Nay)       | - Mùa 1 (2003): Diana Karazon - Mùa 2 (2004): Ayman El Aatar - Mùa 3 (2005–06): Ibrahim El Hakami - Mùa 4 (2007): Marwan Ali - Mùa 5 (2008): Elie Bitar - Mùa 6 (2019–20): Abdallah Al-Malki - Mùa 7 (2020–21): Hassan Hamdan | - Elias Rahbani (1–6) - Abdallah Al Qaoud (1–7) - Fadia Tenb Al Hadj (1–4) - Ziad Botrous (3–5) - Jannat (7) - Amal Hijazi (7) |
| Liên đoàn Ả Rập8    | Arab Idol                                                                             | MBC 1 Al Jadeed                                 | - Mùa 1 (2011–12): Carmen Suleiman - Mùa 2 (2013): Mohammed Assaf - Mùa 3 (2014): Hazem Sharif - Mùa 4 (2016–17): Yacoub Shaheen - Mùa 5 (2020–21): Waleed Hamdy | - Ragheb Alama (1–2) - Ahlam (1–4) - Hassan El Shafei (1–4) - Nancy Ajram (2–4) - Wael Kfoury (3-4) - Amr Diab (5) - Nawal El Zoghbi (5) - Rashed Al Majid (5) |
| Armenia             | Hay Superstar                                                                         | Shant TV                                        | - Mùa 1 (2003): Susanna Petrosyan - Mùa 2 (2006–07): Lusine Aghabekyan - Mùa 3 (2007–08): Lusi Harutunyan - Mùa 4 (2009–10): Raffi Ohanian - Mùa 5 (2011): Sona Rubenya | - data-sort-value="" style="background: var(--background-color-interactive, #ececec); color: var(--color-base, inherit); vertical-align: middle; text-align: center; " class="table-na" \| Không thông tin |
| Bulgaria1           | Music Idol                                                                            | bTV                                             | - Mùa 1 (2007): Nevena Tsoneva - Mùa 2 (2008): Toma Zdravkov - Mùa 3 (2009): Magdalena Janavarova | - Yordanka Hrismtova (1) - Slavi Trifonov (1) - Gloria Ivanova (1) - Doni (1, 3) - Vili Kazasyan (2) - Dimitar Kovalchev (2-3) - Esil Duran (2) - Lucy Diakovska (2) - Maria (3) |
| Campuchia           | Cambodian Idol                                                                        | Hang Meas HDTV                                  | - Mùa 1 (2015): Ny Rathana - Mùa 2 (2016): Chhen Manich - Mùa 3 (2017-2018): Kry Thaipov | - Preap Sovath - Aok Sokunkanha - Nop Bayyareth - Chhorn Sovannareach |
| Canada              | Canadian Idol                                                                         | CTV                                             | - Mùa 1 (2003): Ryan Malcolm - Mùa 2 (2004): Kalan Porter - Mùa 3 (2005): Melissa O'Neil - Mùa 4 (2006): Eva Avila - Mùa 5 (2007): Brian Melo - Mùa 6 (2008): Theo Tams | - Boi-1da (7-) - Christopher Geoghegan (7-) - Mia Martina (7-) - Sass Jordan (1-6) - Farley Flex (1-6) - Zack Werner (1-6) - Jake Gold (1-6) |
| Trung Quốc          | 中国梦之声 Chinese Idol                                                               | DragonTV                                        | - Mùa 1 (2013): XiangXiang "Sean" Li - Mùa 2 (2014): Sinkey Zheng | - Han Hong (1-2) - Huang Xiaoming (1) - Coco Lee (1) - Wang Wei-chung (1) - Vivian Hsu (2) - Richie Jen (2) - Guo Jingming (2) - Adam Lambert (1) |
| Colombia            | Idol Colombia                                                                         | RCN Televisión                                  | - Mùa 1 (2014): Luis Ángel Racini | - data-sort-value="" style="background: var(--background-color-interactive, #ececec); color: var(--color-base, inherit); vertical-align: middle; text-align: center; " class="table-na" \| Không thông tin |
| Croatia             | Hrvatski Idol                                                                         | Nova TV                                         | - Mùa 1 (2003): Žanamari Lalić - Mùa 2 (2004–05): Patrick Jurdić | - Đorđe Novković - Miroslav Škoro - Nikša Bratoš - Goran Karan |
| Croatia             | Hrvatska traži zvijezdu                                                               | RTL                                             | - Mùa 1 (2009): Bojan Jambrošić - Mùa 2 (2010): Kim Verson - Mùa 3 (2011): Goran Kos | - Tony Cetinski - Goran Lisica-Fox - Ivana Mišerić (3) - Anđa Marić (2) - Jelena Radan (1) |
| Cộng hòa Séc        | en:Česko hledá SuperStar                                                              | TV Nova                                         | - Mùa 1 (2004): Aneta Langerová - Mùa 2 (2005): Vlastimil Horváth - Mùa 3 (2006): Zbyněk Drda | - Leoš Mareš - Ondřej Hejma - Ilona Csáková - Eduard Klezla |
| Slovenia            | SuperStar (Česko Slovenská Superstar)                                                 | TV Nova Markíza                                 | - Mùa 1 (2009): Martin Chodúr - Mùa 2 (2011): Lukáš Adamec - Mùa 3 (2013): Sabina Křováková - Mùa 4 (2015): Emma Drobná - Mùa 5 (2018): Tereza Mašková - Mùa 6 (2020): Barbora Piešová - Mùa 7 (2021): TBA | - Pavol Habera - Leoš Mareš (6-) - Monika Bagárová (6-) - Patricie Pagáčová (6-) - Marián Čekovský (6-) - Matěj Ruppert (5) - Ben Cristovao (5) - Katarína Knechtová (5) - Marta Jandová (1, 4) - Ondřej Soukup (3-4) - Klára Vytisková (4) - Ewa Farna (3) - Rytmus (2) - Gabriela Osvaldová (2) - Helena Zeťová (2) - Dara Rolins (1) - Ondřej Hejma (1) |
| Đan Mạch            | Idols                                                                                 | TV3                                             | - Mùa 1 (2003): Christian Mendoza - Muag 2 (2004): Rikke Emma Niebuhr | - Thomas Blanchman - Kjeld Wennick - Henriette Blix - Carsten Kroeyer |
| Đông Phi9           | Idols                                                                                 | DStv                                            | - Mùa 1 (2008): Eric Moyo | - Lebogang Mzwimbi - Thato Matlhabaphiri - Angela Angwenyi - Trevor Siyandi - Kawesa Richard |
| Estonia             | en:Eesti otsib superstaari                                                            | TV3                                             | - Mùa 1 (2007): Birgit Õigemeel - Mùa 2 (2008): Jana Kask - Mùa 3 (2009): Ott Lepland - Mùa 4 (2011): Liis Lemsalu - Mùa 5 (2012): Rasmus Rändvee - Mùa 6 (2015): Jüri Pootsmann - Mùa 7 (2018): Uudo Sepp - Mùa 8 (2021): Upcoming season | - Maarja-Liis Ilus (3-6) - Rein Rannap (1-4, 6) - Tanel Padar (6) - Jarek Kasar (6) - Mart Sander (5) - Heidy Purga(1-2) - Koit Toome (7) - Eda-Ines Etti (7) - Mihkel Raud (1-5, 7) |
| Phần Lan            | Idols                                                                                 | MTV3                                            | - Mùa 1 (2003–04): Hanna Pakarinen - Mùa 2 (2005): Ilkka Jääskeläinen - Mùa 3 (2007): Ari Koivunen - Mùa 4 (2008): Koop Arponen - Mùa 5 (2011): Martti Saarinen - Mùa 6 (2012): Diandra Flores - Mùa 7 (2013): Mitra Kaislaranta - Mùa 8 (2017): Anniina Timonen - Mùa 9 (2018): Patrik Blomberg | - Jone Nikula (1-7) - Asko Kallonen (1, 3) - Nina Tapio (2-5) - Kim Kuusi (2) - Jarkko Valtee (2) - Hannu Korkeamäki (1) - Nanna Mikkonen (1) - Patric Sarin (4) - Sami Pitlkämö (4) - Laura Voutilainen (6) - Tommi Liimatainen (6) - Sini Sabotage (7) - Jussi 69 (7) - Lauri Ylönen (7) - Antti Tuisku (8) - Erin (8) - Jurek Reunamäki (8) |
| Pháp3               | Nouvelle Star (A la Recherche de la Nouvelle Star)                                    | M6 (1-8; 13) D8 (9-12)                          | - Mùa 1 (2003): Jonatan Cerrada - Mùa 2 (2004): Steeve Estatof - Mùa 3 (2005): Myriam Abel - Mùa 4 (2006): Christophe Willem - Mùa 5 (2007): Julien Doré - Mùa 6 (2008): Amandine Bourgeois - Mùa 7 (2009): Soan Faya - Mùa 8 (2010): Lucie Brunet - Mùa 9 (2012–13): Sophie-Tith Charvet - Mùa 10 (2014): Mathieu Saikaly - Mùa 11 (2015): Emji - Mùa 12 (2016): Patrick Rouiller - Mùa 13 (2017): Xavier Mathieu | - André Manoukian (1-12) - Dove Attia (1-5) - Varda Kakon (1) - Lionel Florence (1) - Marianne James (2-5) - Manu Katché (2-5) - Sinclair (6-7, 9-12) - Lio (6-8) - Phillippe Manœuvre (6-8) - Marco Prince (8) - Maurane (9-10) - Olivier Bas (9-10) - Elodie Frégé (11-12) - Yarol Poupaud (11) - JoeyStarr (12) - Benjamin Biolay (13) - Dany Synthé (13) - Cœur de pirate (13) - Nathalie Noennec (13) |
| Gruzia              | ჯეოსტარი Geostar                                                                      | Rustavi 2                                       | - Mùa 1 (2008): Giorgi Sukhitashvili - Mùa 2 (2009): Nodiko Tatishvili - Mùa 3 (2010): Oto Nemsadze - Mùa 4 (2011): Marita Rokhvadze - Mùa 5 (2012): Luka Zakariadze - Mùa 6 (2013): Nina Sublatti - Mùa 7 (2017): Mananiko Tsenteradze - Mùa 8 (2018-19): Oto Nemsadze - Mùa 9 (2019): Tornike Kipiani - Mùa 10 (TBA): | - TBD |
| Đức                 | Deutschland sucht den Superstar                                                       | RTL                                             | - Mùa 1 (2002–03): Alexander Klaws - Mùa 2 (2003–04): Elli Erl - Mùa 3 (2005–06): Tobias Regner - Mùa 4 (2007): Mark Medlock - Mùa 5 (2008): Thomas Godoj - Mùa 6 (2009): Daniel Schuhmacher - Mùa 7 (2010): Mehrzad Marashi - Mùa 8 (2011): Pietro Lombardi - Mùa 9 (2012): Luca Hänni - Mùa 10 (2013): Beatrice Egli - Mùa 11 (2014): Aneta Sablik - Mùa 12 (2015): Severino Seeger - Mùa 13 (2016): Prince Damien Ritzinger - Mùa 14 (2017): Alphonso Williams - Mùa 15 (2018): Marie Wegener - Mùa 16 (2019): Davin Herbrüggen - Mùa 17 (2020): Ramon Roselly - Mùa 18 (2021): Jan-Marten Block - Mùa 19 (2022): TBA | - Florian Silbereisen (19-) - Ilse DeLange (19-) - Toby Gad (19-) - Thomas Bug (1-2) - Shona Fraser (1-2) - Thomas M. Stein (1-2) - Sylvia Kollek (3) - Heinz Henn (3-4) - Anja Lukaseder (4-5) - Andreas Läsker (5) - Nina Eichinger (6-7) - Volker Neumüller (6-7) - Fernanda Brandão (8) - Patrick Nuo (8) - Natalie Horler (9) - Bruce Darnell (9) - Bill Kaulitz (10) - Tom Kaulitz (10) - Mateo Jaschik (10) - Kay One (11) - Mietze Katz (11) - Marianne Rosenberg (11) - Mandy Capristo (12) - DJ Antoine (12) - Heino (12) - Vanessa Mai (13) - Michelle (13-14) - H.P. Baxxter (13-14) - Shirin David (14) - Ella Endlich (15) - Mousse T. (15) - Carolin Niemczyk (15) - Pietro Lombardi (16-17) - Oana Nechiti (16-17) - Xavier Naidoo (16-17) - Dieter Bohlen (1-18) - Maite Kelly (18) - Mike Singer (18) |
| Đức                 | Deutschland sucht den Superstar Kids                                                  | RTL                                             | - Mùa 1 (2012): Marco Kappel | - Dieter Bohlen - Michelle Hunziker - Dana Schweiger |
| Hy Lạp              | Super Idol                                                                            | Mega TV                                         | - Mùa 1 (2004): Stavros Konstantinou | - Elena Katrava - Konstantis Spyropoulos - Ilias Psinakis |
| Hy Lạp              | Greek Idol                                                                            | Alpha TV                                        | - Mùa 1 (2010): Valanto Trifonos - Mùa 2 (2011): Panagiotis Tsakalakos | - Petros Kostopoulosk (1-2) - Dimitris Kontopoulos (1) - Maro Theodoraki (1) - Kostas Kapetanidis (1-2) - Elli Kokkinou (1) |
| Iceland             | Idol stjörnuleit                                                                      | Stöð 2                                          | - Mùa 1 (2003–04): Kalli Bjarni - Mùa 2 (2004–05): Hildur Vala Einarsdóttir - Mùa 3 (2005–06): Snorri Snorrason - Mùa 4 (2009): Hrafna Hanna Elísa Herbertsdóttir | - Bubbi Morthens (1-3) - Siglríøour Beinteinsdóttir (1-3) - þorvaldur Bjarni þorvaldsson (1-2) - Páll Óskar (3) - Einar Bárøarson (3) - Björn Jörundur Friøbjørnsson (4) - Selma Björnsdóttir (4) - Jón Ólafsson (4) |
| Ấn Độ               | Indian Idol                                                                           | SET                                             | - Mùa 1 (2004–05): Abhijeet Sawant - Mùa 2 (2005–06): Sandeep Acharya - Mùa 3 (2007): Prashant Tamang - Mùa 4 (2008–09): Sourabhee Debbarma - Mùa 5 (2010): Sreeram Chandra - Mùa 6 (2012): Vipul Mehta - Mùa 7 (2017): L. V. Revanth - Mùa 8 (2018): Salman Ali - Mùa 9 (2019): Sunny Hindustani - Mùa 10 (2020): Pawandeep Rajan | - Anu Malik (1-) - Sonu Kakkar (10-) - Himesh Reshammiya (9-) - Farah Khan (1-2, 7) - Sonu Nigam (1-2, 7) - Javed Akhtar (3-4) - Alisha Chinai (3) - Udit Narayan (3) - Kailash Kher (4) - Sonali Bendre (4) - Sunidhi Chauhan (5-6) - Salim Merchant (5-6) - Asha Bhosle (6, after auditons) - Javed Ali (8) - Vishal Dadlani (8-10) - Neha Kakkar (8-10) |
| Ấn Độ               | Indian Idol Junior                                                                    | SET                                             | - Mùa 1 (2013): Anjana Padmanabhan - Mùa 2 (2015): Ananya Nanda | - Vishal Dadlani (1-2) - Shreya Ghoshal (1) - Shekhar Ravjiani (1) - Salim Merchant (2) - Shalmali Kholgade (2) - Sonakshi Sinha (2) |
| Indonesia           | Indonesian Idol                                                                       | RCTI                                            | - Mùa 1 (2004): Joy Destiny Tobing - Mùa 2 (2005): Mike Mohede - Mùa 3 (2006): Ihsan Tarore - Mùa 4 (2007): Rini Wulandari - Mùa 5 (2008): Januarisman - Mùa 6 (2010): Igo Pentury - Mùa 7 (2012): Regina Ivanova - Mùa 8 (2014): Nowela Auparay - Mùa 9 (2018): Maria Simorangkir - Mùa 10 (2019-2020): Lyodra Ginting - Mùa 11 (2021): Rimar Callista | - Anang Hermansyah (4-8, 10-) - Ari Lasso (9-) - Judika (9-) - Rossa (6, 11-) - Maia Estianty (9-) - Titi DJ (1-5, 8) - Meuthia Kasim (1-2) - Dimas Djayadiningrat (1-3) - Indra Lesmana (1-5) - Indy Barends (3) - Jamie Aditya (4) - Bunga Citra Lestari (9-10) - Agnez Mo (6-7) - Erwin Gutawa (7) - Ahmad Dhani (7-8) - Tantri Syalindri (8) - Armand Maulana (9) |
| Indonesia           | Indonesian Idol Junior                                                                | MNCTV (1-2) RCTI (3)                            | - Mùa 1 (2014–2015): Johannes Tinambunan - Mùa 2 (2016–2017): Sharon Padidi - Mùa 3 (2018): Anneth Delliecia | - Daniel Mananta (1-2) - Regina Ivanova (1) - Titi DJ (1) - Irvnat (1) - Vidi Aldiano (2) - Nola AB Three (2) - Rossa (3) - Rizky Febian (3) - Maia Estianty (3) - Rayi Putra (3) |
| Bản mẫu:IRA         | Iraq Idol                                                                             | MBC Iraq                                        | - Mùa 1 (2021): Ali Leo | - Saif Nabeel - Hatem Al Iraqi - Rahma Riad |
| Israel              | כוכב נולד (A Star Has Been Born)                                                      | Channel 2                                       | - Mùa 1 (2003): Ninet Tayeb - Mùa 2 (2004): Harel Moyal - Mùa 3 (2005): Yehuda Saado - Mùa 4 (2006): Jacko Eisenberg - Mùa 5 (2007): Boaz Mauda - Mùa 6 (2008): Israel Bar-On - Mùa 7 (2009): Roni Dalumi - Mùa 8 (2010): Diana Golbi - Mùa 9 (2011): Hagit Yaso - Mùa 10 (2012): Or Taragan | - Izhar Ashdot (1) - Mati Caspi (1) - Roni Brown (1-2) - Tzedi Tzarfati (2–10) - Riki Gal (2–3) - Svika Pick (3–7) - Margalit Tzan'ani (4–9) - Gal Uchovsky (4–8) - Dana International (7–8) - Pablo Rosenberg (8) - Miri Mesika (9–10) - Yair Nitzani (9) - Gidi Gov (10) - Moshe Peretz (10) |
| Ý                   | Italian Idol                                                                          | Rai 2                                           | - Mùa 1 (2021): TBA | - TBA |
| Kazakhstan          | SuperStar KZ                                                                          | Channel One Eurasia                             | - Mùa 1 (2003–04): Almas Kishkenbayev - Mùa 2 (2004–05): Kayrat Tuntekov - Mùa 3 (2005–06): Nurzhan Kermenbayev - Mùa 4 (2007): Oleg Karezin | - Batyrkhan Shukenov (1) - Roman Rayfeld (1) - Arman Murzagaliev (1) - Lyayla Sultan-Kyzy (1) - Dariga Nazarbayeva (2) - Almaz Amirseitov (2) - Oleg Markov (2) - Diana Snegina (2) - Nagima Eskalieva (3-4) - Ludmila Kim (3) - Kayrat Kulbayev (3) - Igor Sirtsov (3) - Taras Boichenko (4) - Serik Akishev (4) |
| Bản mẫu:KUR         | Kurd Idol                                                                             | Kurdsat                                         | - Mùa 1 (2017): Jînda Kenco | - Bijan Kamkar - Kanî - Adnan Karim - Nizamettin Ariç |
| Mỹ Latin            | Latin American Idol                                                                   | Sony Channel                                    | - Mùa 1 (2006): Mayré Martínez - Mùa 2 (2007): Carlos Peña - Mùa 3 (2008): Margarita Henríquez - Mùa 4 (2009): Martha Heredia | - Erika de la Vega (1-4) - Monchi Balestra (1-3) - Jon Secada (1-4) - Mimi (2-4) - Gustavo Sánchez (1-3) - Oscar Mediavilla (4) |
| Malaysia            | Malaysian Idol                                                                        | 8TV TV3                                         | - Mùa 1 (2004): Jaclyn Victor - Mùa 2 (2005): Daniel Lee Chee Hun | - Paul Moss - Roslan Aziz - Fauziah Latiff |
| Bản mẫu:Maldives    | Maldivian Idol                                                                        | Television Maldives                             | - Mùa 1 (2016): Laisha Junaid - Mùa 2 (2017): Mohamed Thasneem - Mùa 3 (2018): Aishath Azal Ali Zahir - Mùa 4 (TBA): TBA | - Ahmed Ibrahim (1) - Ibrahim Zaid Ali (1-2) - Unoosha (1-3) - Ismail Affan (2-3) - Zara Mujthaba (3) |
| Myanmar             | Myanmar Idol                                                                          | Myanmar National TV (MNTV) Channel 9 (Season 4) | - Mùa 1 (2015-2016): Saw Lah Htaw Wah - Mùa 2 (2016–2017): Thar Nge - Mùa 3 (2018): Phyo Myat Aung - Mùa 4 (2019): Esther Dawt Chin Sung | - Chan Chan (1) - Ye Lay (1) - May Sweet (1-2) - Myanmar Pyi Thein Than (2-3) - Tin Zar Maw (2-4) - Myo Kyawt Myaing ((3) - Yan Aung (3) - Aung Ko Latt (4) - Phyu Phyu Kyaw Thein (4) |
| Nepal               | Nepal Idol                                                                            | AP1TV                                           | - Mùa 1 (2017): Buddha Lama - Mùa 2 (2018): Ravi Oad - Mùa 3 (2019-2020): Sajja Chajlagain | - Nyhoo Bajracharya - Kali Prasad Baskota - Indira Joshi |
| Hà Lan              | Idols                                                                                 | RTL 4                                           | - Mùa 1 (2002–03): Jamai Loman - Mùa 2 (2003–04): Boris Titulaer - Mùa 3 (2005–06): Raffaëla Paton - Mùa 4 (2007–08): Nikki Kerkhof - Mùa 5 (2016): Nina den Hartog - Mùa 6 (2017): Julia van Helvoirt | - Edwin Jansen (1-2) - Henkjan Smits (1-3) - Eric Van Tijn (1-4) - Jerney Kaagman (1-4) - John Ewbank (4) - Gordon Heuckeroth (4) - Martijn Krabbé (5-6) - Ronald Molendijk (5-6) - Jamai Loman (5-6) - Eva Simons (5-6) |
| Bản mẫu:NEW         | NZ Idol                                                                               | TVNZ 2                                          | - Mùa 1 (2004): Ben Lummis - Mùa 2 (2005): Rosita Vai - Mùa 3 (2006): Matthew Saunoa | - Frankie Stevens (1-3) - Fiona McDonald (1) - Paul Ellis (1-2) - Jackie Clarke (2) - Iain Stables (3) - Megan Alatini (3) |
| Niger               | Nigerian Idol                                                                         | Various                                         | - Mùa 1 (2010–11): Yeka Onka - Mùa 2 (2011–12): Chinwo "Mercy" Nnenda - Mùa 3 (2012–13): Moses Obi-Adigwe - Mùa 4 (2013-14): Evelle - Mùa 5 (2014-15): K-Peace - Mùa 6 (2021-22): Kingdom Kroseide | - Jeffrey Danie (1-3) - Yinka Davies (1-3) - Audu Maikori (1) - Charly Boy (2) - Femi Kuti (3) - Naeto C (3) - Darey (4-5) - Nneka (4) - Dede Mabiaku (4-5) - Obi Asika (6) - Seyi Shay (6) - DJ Sose (6) |
| North Macedonia     | Macedonian Idol                                                                       | A1TV                                            | - Mùa 1 (2010–11): Ivan Radenov | - Kaliopi Bukle - Igor Džambazov - Toni Mihajlovski |
| Na Uy               | Idol                                                                                  | TV 2                                            | - Mùa 1 (2003): Kurt Nilsen - Mùa 2 (2004): Kjartan Salvesen - Mùa 3 (2005): Jorun Stiansen - Mùa 4 (2006): Aleksander Denstad With - Mùa 5 (2007): Glenn Lyse - Mùa 6 (2011): Jenny Langlo - Mùa 7 (2013): Siri Vølstad Jensen - Mùa 8 (2014): Ingvar Olsen - Season 9 (2016): Marius Samuelsen - Mùa 10 (2018): Øystein Hegvik - Mùa 11 (2020): Mari Bølla - Mùa 11 (2021): Minh Ming | - Gunnar Greve Petterson (6-8, 9-10) - Tshawe Baqwa |
| Na Uy               | Idol Junior                                                                           | TV 2                                            | - Mùa 1 (2014): Mathilde Spurkeland | - Alejandro Fuentes - Aleksander With - Margaret Berger - Sandra Lyng |
| Pakistan            | Pakistan Idol                                                                         | Geo Entertainment                               | - Mùa 1 (2014): Zamad Baig | - Hadiqa Kiani - Ali Azmat - Bushra Ansari |
| Philippines         | Philippine Idol                                                                       | ABC                                             | - Mùa 1 (2006): Mau Marcelo | - Ryan Cayabyab - Pilita Corrales - Francis Magalona |
| Philippines         | Pinoy Idol                                                                            | GMA Network                                     | - Mùa 2 (2008): Gretchen Espina | - Ogie Alcasid - Jolina Magdangal - Wyngard Tracy |
| Philippines         | Idol Philippines                                                                      | ABS-CBN                                         | - Mùa 1 (2019): Zephanie Dimaranan - Mùa 2 (TBA): TBA | - Regine Velasquez - Vice Ganda - James Reid - Moira Dela Torre |
| Ba Lan              | Idol                                                                                  | Polsat                                          | - Mùa 1 (2002): Alicja Janosz - Mùa 2 (2002–03): Krzysztof Zalewski - Mùa 3 (2003–04): Monika Brodka - Mùa 4 (2005): Maciej Silski - Mùa 5 (2017): Mariusz Dyba | - Elżbieta Zapendowska (1-5) - Janusz Panasewicz (5) - Ewa Farna (5) - Wojciech Łuszcykiewicz (5) - Jacek Cygan (1-4) - Robert Leszczyński (1-4) - Kuba Wojewódzki (1-2, 4) - Marcin Prokop (3) - Maciej Maleńczuk (3) |
| Bồ Đào Nha          | Ídolos                                                                                | SIC                                             | - Mùa 1 (2003–04): Nuno Norte - Mùa 2 (2004–05): Sérgio Lucas - Mùa 3 (2009–10): Filipe Pinto - Mùa 4 (2010): Sandra Pereira - Mùa 5 (2012): Diogo Piçarra - Mùa 6 (2015): João Couto | - Sodia Morais (1-2) - Manuel Moura Dos Santos (1-5) - Luis Jardim (1-2) - Ramón Galarza (1-2) - Laurent Filipe (3-4) - Roberta Medina (3-4) - Pedro Boucherie Mendes (3-4, 6) - Bárbara Guimarães (5) - Tony Carreira (5) - Pedro Abrunhosa (5) - Paulo Ventura (6) - Maria Joãs Bastos (6) |
| Bồ Đào Nha          | Ídolos Kids                                                                           | SIC                                             | - Myaf 1 (2012): Ana Baptista | - TBD |
| Puerto Rico         | Idol Puerto Rico                                                                      | WAPA-TV                                         | - Mùa 1 (2011): Christian Pagán - Mùa 2 (2012): Gremal Maldonado - Mùa 3 (2013): Marileyda Hernández | - Topy Mamery (1-3) - Ricardo Montaner (1-2) - Yolandita Monge (2) - Erika Ender (1) - Jerry Rivera (1) - Milly Quezada (3) - Noel Schajris (3) - Elvis Crespo (3) |
| Puerto Rico         | Idol Kids Puerto Rico                                                                 | WAPA-TV                                         | - Mùa 1 (2012): Edgard Hernández - Mùa 2 (2013): Christopher Rivera | - Erika Ender (1) - Edgardo Diaz (1-2) - Florentino Primera (1) - Servando Primera (1) - Ana Isabelle (2) - Kany Garcia (2) |
| România             | SuperStar România                                                                     | Pro TV                                          | - Mùa 1 (2021): TBD | - Carla's Dreams - Marius Moga - Raluka - Smiley |
| Nga 6               | Народный Артис People's Artist                                                        | Rossiya 1                                       | - Mùa 1 (2003): Aleksey Goman - Mùa 2 (2004): Ruslan Alehno - Mùa 3 (2006): Amarkhuu Borkhuu | - Evgeniy Fridllyand (3) - Maksim Dunayevsky (3) - Gennady Khazanov (3) - Alena Sviidova (3) Unknown - TBD (1-2) - TBD (1-2) - TBD (1-2) - TBD (1-2) |
| Serbia and Monaco · | Idol                                                                                  | RTV BK Telecom                                  | - Mùa 1 (2003–04): Cveta Majtanović - Mùa 2 (2005): Mina Laličić | - Saša Dragić (1-2) - Petar Janjatović (1-2) - Biljana Bakić (1-2) - Mirko Vukomanović (1-2) |
| Singapore           | Singapore Idol                                                                        | MediaCorp                                       | - Mùa 1 (2004): Taufik Batisah - Mùa 2 (2006): Hady Mirza - Mùa 3 (2009): Sezairi Sezali | - Dick Lee (1-3) - Florence Lian (1-3) - Ken Lim (1-3) - Douglas Oliverio (1) - Jacintha Abisheganaden (2) |
| Slovenia            | Slovensko hľadá SuperStar                                                             | STV (1-2) Markíza (3)                           | - Mùa 1 (2004–05): Katarína Koščová - Mùa 2 (2005–06): Peter Cmorik - Mùa 3 (2007): Vierka Berkyová | - Laco Lučenič (1-3) - Pavol Habera(1-3) - Lenka Slaná (1) - Julo Viršík (1-2) - Jana Hubinská (2) - Dara Rolins (3) |
| South Africa        | Idols                                                                                 | M-Net                                           | - Mùa 1 (2002): Heinz Winckler - Mùa 2 (2003): Anke Pietrangeli - Mùa 3 (2005): Karin Kortje - Mùa 4 (2007): Jody Williams - Mùa 5 (2009): Jason Hartman and Sasha-Lee Davids - Mùa 6 (2010): Elvis Blue - Mùa 7 (2011): Dave van Vuuren - Mùa 8 (2012): Khaya Mthethwa - Mùa 9 (2013): Musa Sukwene - Mùa 10 (2014): Vincent Bones - Mùa 11 (2015): Karabo Mogane - Mùa 12 (2016): Noma Khumalo - Mùa 13 (2017): Paxton Fielies - Mùa 14 (2018): Yanga Sobetwa - Mùa 15 (2019): Luyolo Yiba - Mùa 16 (2020): Zama Khumalo - Mùa 17 (2021): TBA                                                                          | - Randall Abrahams (2-) - Unathi Nkayi (7-) - Somizi Mhlongo (11-) - Gareth Cliff (1-12) - Marcus Brewster (1) - Penny Lebyane (1) - Dave Thompson (1-5) - Mara Louw (2-9) |
| South Africa        | Idols (Afrikaans version)                                                             | kykNET                                          | - Mùa 1 (2006): Dewald Louw | - Mynie Grové - Deon Maas - Taliep Petersen |
| Tây Ban Nha         | Idol Kids                                                                             | Telecinco                                       | - Mùa 1 (2020): Índigo Salvador - Mùa 2 (TBA): TBA | - Omar Montes (2) - Ana Mena (2) - Ángeles Muñoz (2) - Dioni Martín (2) - Edurne (1) - Carlos Jean (1) - Isabel Pantoja (1) |
| Thụy Điển           | Idol                                                                                  | TV4                                             | - Mùa 1 (2004): Daniel Lindström - Mùa 2 (2005): Agnes Carlsson - Mùa 3 (2006): Markus Fagervall - Mùa 4 (2007): Marie Picasso - Mùa 5 (2008): Kevin Borg - Mùa 6 (2009): Erik Grönwall - Mùa 7 (2010): Jay Smith - Mùa 8 (2011): Amanda Fondell - Mùa 9 (2013): Kevin Walker - Mùa 10 (2014): Lisa Ajax - Mùa 11 (2015): Martin Almgren - Mùa 12 (2016): Liam Cacatian Thomassen - Mùa 13 (2017): Christoffer Kläfford - Mùa 14 (2018): Sebastian Walldén - Mùa 15 (2019): Tusse Chiza - Mùa 16 (2020): Nadja Holm - Mùa 17 (2021): TBA                                                                                 | - Alexander Kronlund (13–) - Nikki Amini (12–) - Anders Bagge (5-11, 13–) - Kishti Tomita (1-4, 13–) - Fredrik Kempe (12) - Quincy Jones III (12) - Alexander Bard (8-11) - Laila Bagge (5-11) - Pelle Lidell (8) - Andreas Carlsson (5-7) - Daniel Breitholtz (1-4) - Peter Swartling (1-4) - Claes af Geijerstam (1-3) |
| Thổ Nhĩ Kỳ          | Popstar Türkiye Türkstar                                                              | Kanal D Show TV Star TV                         | - Mùa 1 (2003–04): Abidin Özşahin - Mùa 2 (2004–05): Selçuk Demirelli - Mùa 3 (2006–07): Metin Levent Turkstar - Mùa 4 (2004): Emrah Keskin | - Armağan Çağlayan (1-3) - Ercan Saatçi (1-3) - Ahmet San (1-3) - Deniz Seki (1) - Zerrin Özer (2-3) - Haldun Dormen (4) - Gamze Özçelik (4) - Zerrin Özer (4) |
| Anh Quốc (original) | Pop Idol                                                                              | ITV                                             | - Phần 1 (2001–02): Will Young - Phần 2 (2003): Michelle McManus | - Nicki Chapman (1-2) - Simon Cowell (1-2) - Neil Fox (1-2) - Pete Waterman (1-2) |
| Hoa Kỳ6             | American Idol                                                                         | Fox (1-15) ABC (16-)                            | - Mùa 1 (2002): Kelly Clarkson - Mùa 2 (2003): Ruben Studdard - Mùa 3 (2004): Fantasia Barrino - Mùa 4 (2005): Carrie Underwood - Mùa 5 (2006): Taylor Hicks - Mùa 6 (2007): Jordin Sparks - Mùa 7 (2008): David Cook - Mùa 8 (2009): Kris Allen - Mùa 9 (2010): Lee DeWyze - Mùa 10 (2011): Scotty McCreery - Mùa 11 (2012): Phillip Phillips - Mùa 12 (2013): Candice Glover - Mùa 13 (2014): Caleb Johnson - Mùa 14 (2015): Nick Fradiani - Mùa 15 (2016): Trent Harmon - Mùa 16 (2018): Maddie Poppe - Mùa 17 (2019): Laine Hardy - Mùa 18 (2020): Just Sam - Mùa 19 (2021): Chayce Beckham - Mùa 20 (2022): TBA     | - Lionel Richie (16-) - Katy Perry (16-) - Luke Bryan (16-) - Paula Abdul (1-8; 19) - Simon Cowell (1-9) - Randy Jackson (1-12) - Kara DioGuardi (8-9) - Ellen DeGeneres (9) - Jennifer Lopez (10-11, 13-15) - Steven Tyler (10-11) - Mariah Carey (12) - Nicki Minaj (12) - Keith Urban (12-15) - Harry Connick Jr (13-15) |
| Hoa Kỳ6             | American Juniors                                                                      | Fox                                             | - Mùa 1 (2003): American Juniors | |
| Việt Nam            | Vietnam Idol Thần Tượng Âm Nhạc: Vietnam Idol (1-4) Thần Tượng Âm Nhạc Việt Nam (5-7) | HTV (1-2) VTV (3-7)                             | - Mùa 1 (2007): Phương Vy - Mùa 2 (2008–09): Quốc Thiên - Mùa 3 (2010): Uyên Linh - Mùa 4 (2012–13): Ya Suy - Mùa 5 (2013–14): Nhật Thủy - Mùa 6 (2015): Trọng Hiếu - Mùa 7 (2016): Janice Phương - Mùa 8 (TBA): TBA | - Bằng Kiều (7) - Thanh Bùi (6) - Thu Minh (6-7) - Nguyễn Quang Dũng (3-7) - Trương Anh Quân (4) - Mỹ Tâm (4) - Nguyễn Quốc Trung (3-4) - Siu Black (1-3) - Nguyễn Tuấn Khanh (1) - Hà Hùng Dũng (1) - Trần Mạnh Tuấn (2) - Hồ Hoài Anh (2) - Đặng Diễm Quỳnh (3) |
| Việt Nam            | Vietnam Idol Kids (Thần Tượng Âm Nhạc Nhí)                                            | VTV                                             | - Mùa 1 (2016): Hồ Văn Cường - Mùa 2 (2017): Nguyễn Minh Thiên Khôi - Mùa 3 (TBA): TBA | - TBD |
| Bắc Phi11           | Idols                                                                                 | M-Net                                           | - Mùa 1 (2007): Timi Dakolo | - Dede Mabiaku - Abrewa Nana - Dan Foster |